# Дворжак, Карл Леопольдович
Карл Леопольдович Дворжак (1801, Далмация — 20 сентября 1860) — российский медик и писатель, автор «Mémoire sur lе développement, les causes et le traitement du cholera».

## Биография
Родился в Далмации. В 1823—1827 годах обучался в медицинской академии. С 1831 по 1860 год работал хирургом.

## Творчество
Свои произведения Карл Дворжак писал на русском, польском, французском, латинском и немецком языках. Самыми известными трудами являются «Mémoire sur lе développement, les causes et le traitement du cholera», «О холере и её лечении» (1852, издание на немецком языке — 1853).